# サン・ベニーニョ・カナヴェーゼ
サン・ベニーニョ・カナヴェーゼ（伊: San Benigno Canavese）は、イタリア共和国ピエモンテ州トリノ県にある、人口約6,000人の基礎自治体（コムーネ）。

## 地理

### 位置・広がり

#### 隣接コムーネ
隣接するコムーネは以下の通り。
- ボスコネーロ
- キヴァッソ
- フォリッツォ
- ロンバルドーレ
- モンタナーロ
- ヴォルピャーノ